# Hoa hậu Thế giới 1970

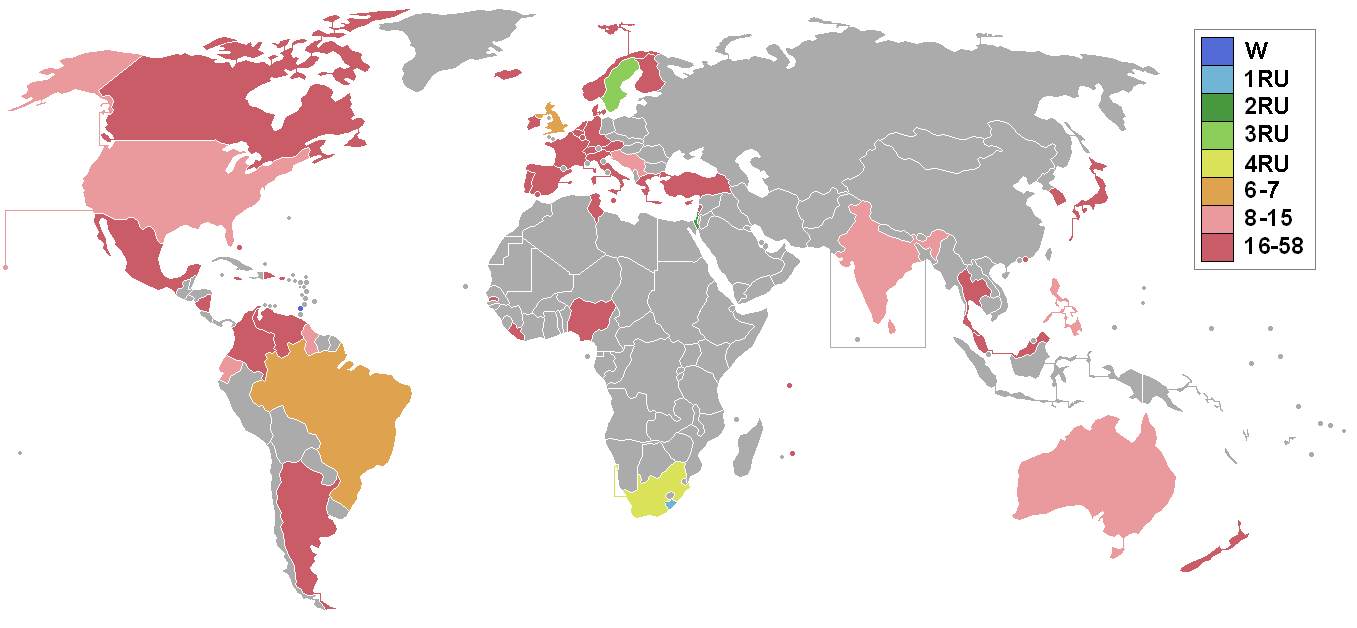
Các quốc gia và vùng lãnh thổ tham dự cuộc thi và kết quả

Hoa hậu Thế giới 1970, là cuộc thi Hoa hậu Thế giới lần thứ 20, được tổ chức vào ngày 20 tháng 11 năm 1970 tại Royal Albert Hall, Luân Đôn, Vương quốc Anh. Hoa hậu Thế giới 1969 - Eva Rueber-Staier đã trao vương miện cho người kế nhiệm, cô Jennifer Hosten từ Grenada và trở thành người da đen đầu tiên chiến thắng một cuộc thi sắc đẹp quốc tế. Tuy nhiên kết quả của cuộc thi vẫn còn gây tranh cãi

## Các kết quả

### Thứ hạng
| Kết quả               | Thí sinh |
| --------------------- | --- |
| Hoa hậu Thế giới 1970 | - Grenada – Jennifer Hosten |
| Á hậu 1               | - Nam Phi – Pearl Jansen (Thí sinh da đen) |
| Á hậu 2               | - Israel – Irith Lavi |
| Á hậu 3               | - Thụy Điển – Marjorie Christel Johansson |
| Á hậu 4               | - Nam Phi – Jillian Jessup (Thí sinh da trắng) |
| Top 7                 | - Brazil – Sônia Yara Guerra - Vương quốc Anh – Yvonne Anne Ormes |
| Top 15                | - Úc – Valli Kemp - Ceylon – Yolanda Shahzadi Ahlip - Ecuador – Sofía Monteverde Nimbriotis - Guyana – Jennifer Diana Evan Wong - Ấn Độ – Heather Corinne Faville - Philippines – Minerva Manalo Cagatao - Hoa Kỳ – Sandra Anne Wolsfeld - Nam Tư – Tereza Đelmiš |

### Các nữ hoàng sắc đẹp châu lục
| Châu lục       | Thí sinh                                          |
| -------------- | ------------------------------------------------- |
| Châu Phi       | - Nam Phi – Pearl Gladys Jansen (Thí sinh da đen) |
| Châu Mỹ        | - Grenada – Jennifer Hosten                       |
| Châu Á         | - Israel – Irith Lavi                             |
| Châu Âu        | - Thụy Điển – Marjorie Christel Johansson         |
| Châu Đại Dương | - Úc – Valli Kemp                                 |

Các giải thưởng đặc biệt
| Giải thưởng         | Thí sinh                                         |
| ------------------- | ------------------------------------------------ |
| Miss Friendship     | - Thụy Điển - Marjorie Christel Johansson        |
| Miss Congeniality   | - Ecuador - Sofía Virginia Monteverde Nimbriotis |
| Hoa hậu Ảnh         | - Iceland - Anna Hansdóttir                      |
| Miss Typical        | - Thái Lan - Tuanjai Amnakamart                  |
| Hoa hậu Sắc đẹp     | - Grenada - Jennifer Hosten                      |
| Người đẹp áo tắm    | - Grenada - Jennifer Hosten                      |
| Miss Joy            | - Jamaica - Elizabeth Ann Lindo                  |
| Best Beauty Country | - Úc - Valli Kemp                                |
| Phong cách đẹp nhất | - Bồ Đào Nha - Ana Maria Diozo Lucas             |
| Thiết kế đẹp nhất   | - Guyana - Jennifer Diana Evan Wong              |
| Trang điểm đẹp nhất | - Nhật Bản - Hisayo Nakamura                     |
| Gương mặt đẹp nhất  | - Canada - Norma Joyce Hickey                    |

## Thí sinh
| - Nam Phi - Pearl Gladys Jansen (Thí sinh da đen) - Argentina - Patricia Maria Charré Salazar - Úc - Valli Kemp - Áo - Rosemarie Resch - Bahamas - June Justina Brown - Bỉ - Francine Martin - Brazil - Sonia Yara Guerra - Canada - Norma Joyce Hickey - Ceylon - Yolanda Shahzali Ahlip - Colombia - Carmelina Bayona Vera - Síp - Louiza Anastadiades - Đan Mạch - Winnie Hollman - Cộng hòa Dominica - Fatima Shecker - Ecuador - Sofia Virginia Monteverde Nimbriotis - Phần Lan - Hannele Hamara - Pháp - Micheline Beaurain - Gambia - Margaret Davies - Tây Đức - Dagmar Eva Ruthenberg - Gibraltar - Carmen Gomez - Hy Lạp - Julie Vardi - Grenada - Jennifer Josephine Hosten - Guyana - Jennifer Diana Evan Wong - Hà Lan - Patricia Hollman - Hồng Kông - Ann Lay - Iceland - Anna Hansdottir - Ấn Độ - Heather Corinne Faville - Ireland - Mary Elizabeth McKinley - Israel - Irith Lavi - Ý - Marika de Poi | - Jamaica - Elizabeth Ann Lindo - Nhật Bản - Hisayo Nakamura - Hàn Quốc - Lee Jung-Hee - Liban - Georgina Rizk - Liberia - Mainusa Wiles - Luxembourg - Rita Massard - Malaysia - Mary Ann Wong - Malta - Tessa Marthese Galea - Mauritius - Florence Muller - México - Libia Zulema Lopez Montemayor - New Zealand - Glenys Elizabeth Treweek - Nicaragua - Evangelina Lacayo - Nigeria - Stella Owivri - Na Uy - Aud Fosse - Philippines - Minerva Manalo Cagatao - Bồ Đào Nha - Ana Maria Diozo Lucas - Puerto Rico - Alma Doris Perez - Seychelles - Nicole Barallon - Nam Phi - Jillian Elizabeth Jessup (Thí sinh da trắng) - Tây Ban Nha - Josefina Román Gutiérrez - Thụy Điển - Marjorie Christel Johansson - Thụy Sĩ - Sylvia Christina Weisser - Thái Lan - Tuanjai Amnakamart - Tunisia - Kaltoum Khouildi - Thổ Nhĩ Kỳ - Afet Tugbay - Vương quốc Anh - Yvonne Anne Ormes - Hoa Kỳ - Sandra Anne Wolsfeld - Venezuela - Tomasa Nina (Tomasita) de las Casas - Nam Tư - Teresa Djelmis |

## Chú ý

### Lần đầu tham gia
- Nam Phi (thí sinh da đen)
- Grenada
- Mauritius

### Trở lại
- Lần cuối tham gia vào năm 1959:
  -  Hồng Kông
  -  Puerto Rico
- Lần cuối tham gia vào năm 1964:
  -  Bồ Đào Nha
  -  Tây Ban Nha
- Lần cuối tham gia vào năm 1966:
  -  Malaysia
- Lần cuối tham gia vào năm 1968:
  -  Ceylon
  -  Ý
  -  Thái Lan

### Bỏ cuộc
- Chile
- Costa Rica
- Paraguay
- Tiệp Khắc

## Các cuộc biểu tình và tranh cãi
Các tranh cãi diễn ra trước khi cuộc thi được bắt đầu khi nhà tổ chức đã cho hai thứ sinh người Nam Phi tham dự bao gồm một người da đen và một người da trắng. Trong đêm chung kết cuộc thi, một quả bom đã phát nổ dưới sân khấu để ngăn không cho cuộc thi được truyền hình trực tiếp. May mắn thay không có bất cứ một thương tích nào. Các khán thính giả sau đó đã phải ở trong một bầu không khí rất ngột ngạt bởi những cuộc biểu tình nổ ra ở phía bên ngoài nhà hát và khung cảnh hỗn độn phía trong. Trong suốt buổi tối, các cuộc biểu tình kêu gọi "Giải phóng phụ nữ" đã được diễn ra. Họ la hét, thổi còi và ném bom khói, rải tờ rơi trên khắp sân khấu.
Thậm chí các tranh cãi còn trở nên lớn hơn khi kết quả được công bố. Jennifer Hosten đã chiến thắng và cô gái da đen từ Nam Phi đoạt danh hiệu Á hậu 1. Đài truyền hình BBC và các báo chí đều đã nhận được rất nhiều thư thể hiện sự phản đối về kết quả và cho rằng đó chính là một hành động phân biệt chủng tộc. Bốn trong số chín vị giám khảo khi đó đã bầu chọn vị trí Hoa hậu sẽ thuộc về Hoa hậu của Thụy Điển, trong khi người đẹp của Grenada chỉ nhận được có 2 phiếu, tuy nhiên người đẹp của Thụy Điển chỉ là Á hậu 3. Ngoài ra thủ tướng chính phủ của Grenada khi đó là ngài Eric Gairy cũng có mặt trong thành phần ban giám khảo. Rất nhiều cáo buộc đã cho rằng cuộc thi gian lận. Một số khán giả tụ tập ở phía ngoài nhà hát đã hét rất lớn "Thụy Điển, Thụy Điển". Bốn ngày sau đó, giám đốc của tổ chức Hoa hậu Thế giới là bà Julia Morley đã từ chức vì áp lực mạnh mẽ từ các tờ báo và dư luận. Năm 1979 Eric Gairy thủ tướng của Grenada đã bị lật đổ vì các cáo buộc về tham nhũng và lạm dụng quyền con người.
Chồng của bà Julia Morley, Eric Morley, chủ tịch của công ty (Mecca) đồng thời là chủ sở hữu cuộc thi Hoa hậu Thế giới đã nhượng quyền thương mại của cuộc thi lại cho bà đã đứng ra để bác bỏ những lời cáo buộc về gian lận kết quả, Eric Morley đã xem xét lại bảng chấm điểm cũng như số phiếu bầu của ban giám khảo. Những kết quả này cho thấy Jennifer Hosten đã giành được số điểm cao hơn những thí sinh khác kể cả Hoa hậu của Thụy Điển. Julia Morley sau đó lại tiếp tục công việc của bà. Tuy nhiên nhiều người vẫn cảm thấy số điểm của ngài Eric Gairy đã làm thay đổi kết quả của cuộc thi.